# Amina del Marocco
Amina del Marocco (in arabo أمينة المغرب; Antsirabe, 8 aprile 1954 – Rabat, 16 agosto 2012) è stata una principessa e dirigente sportiva marocchina.

## Biografia

### Gioventù e matrimonio
La principessa Amina, detta "Mina", nacque con parto cesareo nel 1954 durante l'esilio della sua famiglia ad Antsirabe, in Madagascar, unica figlia di Muhammad V e di Lalla Bahia.
Al ritorno in patria della sua famiglia nel 1955, venne trasferita a villa Yasmina per la volontà del padre di proteggerla dagli intrighi di corte. Aveva a propria disposizione una scuola elementare privata, uno zoo e un cinema. Fu nominata presidentessa della Lega marocchina per la protezione dell'infanzia (LMPE) all'età di tre anni.
Ebbe una severa governante tedesca, Jeanne Reiffel, e crebbe con le compagne Malika Oufkir (per undici anni), Fawzia e Rachida. Nonostante la morte del padre nel 1961, non perse i propri privilegi in quanto il fratellastro Hasan II promise al re Muhammad V che avrebbe trattato Amina come una figlia.
Sin da giovane praticò l'equitazione. Terminata la scuola secondaria al Collège royal di Rabat, studiò filosofia all'Università Mohammed V, ma in maniera inconcludente. Oltre all'arabo, padroneggiava l'inglese e il francese. Il 30 marzo del 1973 sposò nel palazzo reale di Rabat lo sharif e mulay Idris Al-Wazani (1942-1999).

### Attività e morte
Nel 1980 aprì una scuderia privata per l'allevamento dei cavalli presso Sidi Brini e inaugurò la Settimana del cavallo di Rabat. Istituì la sezione nazionale di Special Olympics nel 1994, la prima organizzazione marocchina attiva nella sviluppo delle persone con disabilità intellettive attraverso lo sport. Dal 1999 fino alla morte presiedette la Federazione Reale Marocchina degli Sport Equestri (FRMSE).
Ricoprì la carica di presidentessa onoraria di Special Olympics Middle East-North Africa (MENA) dal 2006 al 2008. Nel gennaio dello stesso anno entrò nel Consiglio Internazionale di Special Olympics e venne eletta rappresentante della MENA per quattro anni di seguito, mantenendo la carica fino al 2011. Durante il suo mandato ospitò il Congresso Globale di prima classe di Special Olympics a Marrakech, nel 2010.
Morì all'età di 58 anni nel 2012 al palazzo reale di Rabat, dopo meno di quattro mesi in cui fu malata di cancro ai polmoni. Il 17 agosto si tenne il funerale nella moschea Ahl Fas e fu tumulata nel mausoleo di Moulay El Hassan.

## Patrocini
Amina del Marocco è stata patrona o ha ricoperto incarichi per le seguenti organizzazioni:
- Presidentessa della Lega marocchina per la protezione dell'infanzia (1957-2011);
- Presidentessa della Federazione Reale Marocchina degli Sport Equestri (1999-2011);
- Presidentessa dell'Organizzazione marocchina delle Madri;
- Presidentessa dell'Organizzazione panafricana della Lotta contro l'AIDS (OPALS);[4]
- Presidentessa onoraria dell'Associazione Hadaf;
- Presidentessa del Comitato Organizzatore della Settimana del cavallo;
- Presidentessa onoraria dell'Associazione Marocchina di Promozione delle Arti per i Disabili;
- Membro onorario del Movimento Globale delle Madri;
- Arbitro Generale della National Hurdles Competition;
- Capo Coach della Squadra Equestre Nazionale Marocchina;
- Institut S.A.R. Lalla Amina;
- École Lalla Amina;
- Lycée Lalla Amina di Meknès;
- Maison d'Enfants Lalla Amina di Taroudant.

## Discendenza
Amina del Marocco e Idris Al-Wazani ebbero una figlia:
- Sharifa Lalla Sumaya, sposò il 26 gennaio del 2000 Karim Tazi, pilota della Royal Air Maroc (RAM) dal 1993, con cui ebbe due figli:
  - Mulay Amin;
  - Mulay Minouche.

## Titoli e trattamento
- 8 aprile 1954 - 16 agosto 2012: Sua Altezza Reale, la principessa Amina del Marocco

## Ascendenza
|                        |     |                              | Genitori |  |  | Nonni |  |  | Bisnonni            |  |  | Trisnonni               |  |
|                        |     |                              |          |  |  |       |  |  | Hasan I del Marocco |  |  | Muhammad IV del Marocco |  |
|                        |     |                              |          |  |  |       |  |  | Hasan I del Marocco |  |  | Muhammad IV del Marocco |  |
|                        |     | Safiya bint Maimun al-Alaoui |          |  |  |       |  |  | Hasan I del Marocco |  |  |                         |  |
| Yusuf ben al-Hasan     |     |                              |          |  |  |       |  |  | Hasan I del Marocco |  |  |                         |  |
|                        |     | Ruqiya al-Amrani             | ...      |  |  |       |  |  |                     |  |  |                         |  |
|                        |     | Ruqiya al-Amrani             | ...      |  |  |       |  |  |                     |  |  |                         |  |
|                        |     | Ruqiya al-Amrani             | ...      |  |  |       |  |  |                     |  |  |                         |  |
| Muhammad V del Marocco |     | Ruqiya al-Amrani             |          |  |  |       |  |  |                     |  |  |                         |  |
|                        |     | ...                          | ...      |  |  |       |  |  |                     |  |  |                         |  |
|                        |     | ...                          | ...      |  |  |       |  |  |                     |  |  |                         |  |
|                        |     | ...                          | ...      |  |  |       |  |  |                     |  |  |                         |  |
| Yaqut                  |     | ...                          |          |  |  |       |  |  |                     |  |  |                         |  |
|                        |     | ...                          | ...      |  |  |       |  |  |                     |  |  |                         |  |
|                        |     | ...                          | ...      |  |  |       |  |  |                     |  |  |                         |  |
|                        |     | ...                          | ...      |  |  |       |  |  |                     |  |  |                         |  |
| Amina del Marocco      |     | ...                          |          |  |  |       |  |  |                     |  |  |                         |  |
|                        | ... | ...                          |          |  |  |       |  |  |                     |  |  |                         |  |
|                        | ... | ...                          |          |  |  |       |  |  |                     |  |  |                         |  |
|                        | ... | ...                          |          |  |  |       |  |  |                     |  |  |                         |  |
| ...                    | ... |                              |          |  |  |       |  |  |                     |  |  |                         |  |
|                        |     | ...                          | ...      |  |  |       |  |  |                     |  |  |                         |  |
|                        |     | ...                          | ...      |  |  |       |  |  |                     |  |  |                         |  |
|                        |     | ...                          | ...      |  |  |       |  |  |                     |  |  |                         |  |
| Bahia bint Antar       |     | ...                          |          |  |  |       |  |  |                     |  |  |                         |  |
|                        |     | ...                          | ...      |  |  |       |  |  |                     |  |  |                         |  |
|                        |     | ...                          | ...      |  |  |       |  |  |                     |  |  |                         |  |
|                        |     | ...                          | ...      |  |  |       |  |  |                     |  |  |                         |  |
| ...                    |     | ...                          |          |  |  |       |  |  |                     |  |  |                         |  |
|                        |     | ...                          | ...      |  |  |       |  |  |                     |  |  |                         |  |
|                        |     | ...                          | ...      |  |  |       |  |  |                     |  |  |                         |  |
|                        |     | ...                          | ...      |  |  |       |  |  |                     |  |  |                         |  |
|                        |     | ...                          |          |  |  |       |  |  |                     |  |  |                         |  |

## Onorificenze

### Altri riconoscimenti
- Women and Sport Trophy, Comitato Olimpico Internazionale.[8]